# Zouk News
Zouk News est une station de radio locale française diffusant ses programmes sur l'île de Guadeloupe, département d'outre-mer et région ultrapériphérique. La radio diffuse comme son nom l'indique du zouk.

## Liste des fréquences depuis la création
| Ville         | Département | Fréquence | Commentaire                                        |
| ------------- | ----------- | --------- | -------------------------------------------------- |
| Basse-Terre   | 971         | 90.6      | C10 FM prend la suite de Zouk FM en septembre 2017 |
| Basse-Terre   | 971         | 94.6      |                                                    |
| Morne-à-Louis | 971         | 103       | C10 FM prend la suite de Zouk FM en septembre 2017 |
| Pointe-Noire  | 971         | 103       | Plus de station                                    |